# 자크마리마지
자크마리마지(프랑스어: Jacques Marie Mage)는 미국 로스앤젤레스를 연고로 하는 고급 안경테 브랜드이다. 프랑스 디자이너 제롬 자크마리마지의 이름을 사용하고 있다.
모든 제품에 아세트산 셀룰로오스를 사용하는데, 이는 석유에서 추출한 것이 아닌 식물에서 유래한 것이다. 일본의 플라스틱 제조기업 타키론에서 납품되는 아세트산 셀룰로오스를 사용하며, 제품 또한 일본에서 만들어진다.
비교적 큰 사이즈와 각진 안경테가 특징으로, 각진 디자인의 경우 기하학적 도형으로서의 사각형을 강조하는 동시에 안경의 네모난 렌즈에 영감을 받은 것이라고 한다. 원료에 있어서는 고급 소재, 디자인적으로는 굵은 기하하적 선, 제품에 경우에는 높은 완성도를 가진 제품을 만들 것을 강조한다.